# Sidney Govou
Sidney Govou (født 27. juli 1979 i Le Puy-en-Velay, Frankrig) er en fransk tidligere fodboldspiller. Han spillede mange år for Olympique Lyon i sit hjemland, og også for Panathinaikos samt Évian. Med Lyon vandt han, mellem 2002 og 2008, syv mesterskaber i træk.

## Landshold
Govou debuterede for det franske landshold den 21. august 2002 i en kamp mod Tunesien. Siden da har han været en del af det franske hold der vandt Confederations Cup i 2003, samt trupperne til EM i 2004, VM i 2006, EM i 2008 og VM i 2010. Govou nåede i alt 49 landskampe og 10 mål.

## Titler
Ligue 1
- 2002, 2003, 2004, 2005, 2006, 2007 og 2008 med Olympique Lyon

Coupe de France
- 2008 med Olympique Lyon

Confederations Cup
- 2003 med Frankrig